# Монотаксія
Монотаксія (рос. монотаксия, англ. monotaxis, нім. Monotaxis f) – часткове взаємно орієнтоване зростання двох хімічно та кристалографічно різнорідних фаз з утворенням тільки одного спільного для них ряду кристалічної ґратки. Такі випадки одномірного структурного контролю зустрічаються рідко. Вперше вони були зафіксовані у 1965 р. 
Термін М. запропонував у 1972 р. Дж. Донней. 